# Deutsche Kanzlei (Kopenhagen)

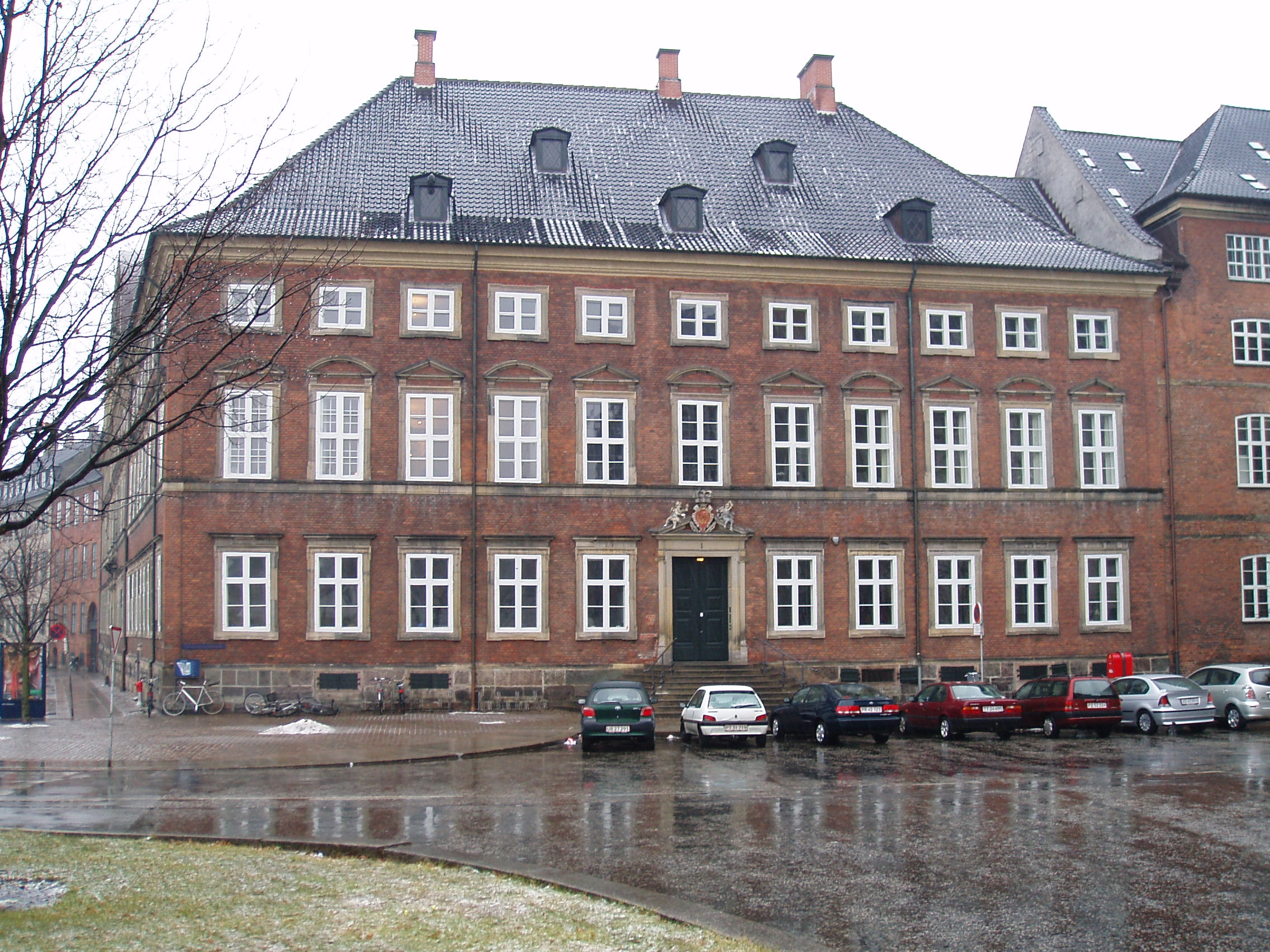
Den Røde Bygning, Sitz der Deutschen Kanzlei seit 1721, heute Finanzministerium

Die Deutsche Kanzlei (dänisch Tyske Kancelli, ab 1806 Schleswig-Holsteinische Kanzlei, von 1816 bis 1849 Schleswig-Holstein-Lauenburgische Kanzlei) war vom 17. bis 19. Jahrhundert die für die in Personalunion vom dänischen König regierten Herzogtümer Schleswig und Holstein zuständige Verwaltungsbehörde mit Sitz in Kopenhagen.
Der Begriff Deutsche Kanzlei erklärt sich über die von der Kanzlei verwendete deutsche Verwaltungssprache. Schleswig selbst war dänisches Lehen, während Holstein deutsches Reichslehen und später Mitgliedsstaat des Deutschen Bundes war.

## Geschichte und Kompetenzen
Die Deutsche Kanzlei wurde 1523 von König Friedrich I. für die Ausübung der Herrschaft in den Grafschaften und Herzogtümern des Gesamtstaates eingerichtet. Der Aufgabenbereich umfasste in erster Linie das Rechts-, Schul- und Kirchenwesen. Bis 1770 nahm die Deutsche Kanzlei auch außenpolitische Aufgaben wahr (mit Ausnahme der nordischen Länder). Sie hatte entsprechend eine Abteilung für äußere (Tyske Kancellis udenrigske afdeling) und innere Angelegenheiten (Tyske Kancellis indenrigske afdeling). Die Verwaltung der zentralen Landesteile (Jütland, Fünen, Seeland und bis 1645 Halland und bis 1656 Schonen und Blekinge) sowie Norwegens und der nordatlantischen Besitzungen (Island, Färöer und Grönland) nahm die Dänische Kanzlei in dänischer Sprache wahr. Beide Behörden hatten ihren Ursprung in der Herzoglichen Kanzlei von Friedrich I. auf Schloss Gottorf und markieren den Aufbau einer zentralen staatlichen Verwaltungsorganisation der Frühen Neuzeit. Die deutsche Kanzlei war anfangs vor allem von Vertretern des holsteinischen Adels besetzt, der Akten- und Schriftverkehr wurde zunächst in Niederdeutsch, ab etwa 1540 in Neuhochdeutsch geführt.
Nach der Einführung des Absolutismus 1660 wurde die Deutsche Kanzlei als Kollegium organisiert und war als solches die zentrale oberste Behörde für die Wahrnehmung der staatlichen Verwaltungsangelegenheiten in Schleswig – mit Ausnahme der Königlichen Enklaven, die der dänischen Kanzlei unterstellt waren – und im königlichen Anteil von Holstein. Nach der Aufhebung des gottorfschen Anteils im Herzogtum Holstein verwaltete die Deutsche Kanzlei die gesamten Herzogtümer Schleswig und Holstein und ab 1815 auch Lauenburg. Von 1667 bis 1773 war sie auch für die Grafschaften Oldenburg und Delmenhorst zuständig. Ihr zugeordnet waren unter anderem die königliche Kanzlei in Glückstadt und ab 1713 das Obergericht Gottorf in Schleswig. Die Kanzlei, deren Amtssprache immer Deutsch blieb, spielte eine wichtige Rolle bei der Formung des dänischen Gesamtstaats.
Die Kanzlei wurde am 2. September 1849 während des Schleswig-Holsteinischen Krieges (1848–1851) aufgehoben.
Die von der Deutschen Kanzlei in den Herzogtümern verwendete deutsche Verwaltungssprache war einer von mehreren Faktoren, die den Sprachwechsel im südlichen Schleswig vom Dänischen zum Deutschen bewirkt haben.

## Überlieferung
Die Akten, die die auswärtigen Angelegenheiten sowie Oldenburg und Delmenhorst betreffen, liegen geschlossen im  Reichsarchiv Kopenhagen. Die restliche Überlieferung ist zwischen dem Reichsarchiv und dem Landesarchiv Schleswig-Holstein geteilt. Aus der Zeit bis 1730 liegt der größere Teil im Reichsarchiv, aus der Zeit nach 1730 der größere Teil im Landesarchiv in Schleswig.